# Bar 25 – Tage außerhalb der Zeit
Bar 25 – Tage außerhalb der Zeit ist ein deutscher Dokumentarfilm aus dem Jahr 2012. Er beschäftigt sich mit dem Lebensgefühl rund um die Bar 25, einem ehemaligen Berliner Techno-Club und begleitet die Macher und ihre Gäste von der Eröffnung im Jahr 2004 bis zur Schließung 2010. Der Film, dessen Postproduktion mittels Crowdfunding finanziert wurde, lief am 3. Mai 2012 in deutschen Kinos an.

## Inhalt
Eingerahmt von Zitaten weltbekannter, non-konformistischer Schriftsteller (Oscar Wilde, Mark Twain, Hunter S. Thompson etc.) werden kurze Statements der 13 Bewohner und Betreiber des Bar 25 eingefangen. Man erfährt über ihr Leben in den Bauwägen und Holzhütten, über den Aufbau des Areals aus Abfallholz, Besprechungen im Team und Partyvorbereitungen. Man zeigt Impressionen der feiernden Menschenmenge, DJs, Aktionskünstler und die zum Einsatz kommenden Konfetti-, Schaum- und Nebelmaschinen sowie eine kurze Konzertsequenz der Gruppe Bonaparte.
Als die Schließung des Clubs droht, begeben sich zwei Akteure der Bar zu einer Veranstaltung von Klaus Wowereit und wollen mit einer überdimensionierten Postkarte den kulturellen Wert der Lokalität hinweisen. Wowereit erklärt hierbei, dass die Sache hier kompliziert sei. Beim Berliner Landgericht konnte noch einmal eine Verlängerung erstritten werden. Obwohl der Club nur noch wenige Monate zu existieren hatte, wurde eifrig an neuen Holzgebäuden gewerkelt. Die letzte Party wird mit einem Rückwärts-Countdown beendet, eine Sirene erschallt und Tränen fließen.
Zum Schluss wird auf dem mittlerweile zurückgebauten Areal eine letzte Gedenkveranstaltung mit Kerzen und Lagerfeuern abgehalten.

## Kritik
„Die beiden Regisseurinnen haben sich selbst lange Zeit im Bar25-Kosmos bewegt, man sollte daher von dem Film nicht allzu viel Kritik erwarten: Die kalte Türpolitik, die nicht ganz ins knuddelige Wir-happy-Hippies-Selbstbild passt, wird als lästige Notwendigkeit abgetan; über die Drogen, die es manchen erst möglich machten, drei Tage lang durchzutanzen, wird gar nicht gesprochen (…) Nicht schlimm. Der Film schafft es mit einer immer etwas entrückten Kamera, einem (natürlich) tollen Soundtrack und viel Liebe zu den Protagonisten, auch ein nüchternes Kinopublikum mitfeiern zu lassen; ein Partygefühl zu vermitteln, das vielleicht wirklich einzigartig war. „Doku-Märchen“ nennen Mischer und Yuriko ihr Werk, und das passt – hier wird ein Mythos greifbar, nicht entzaubert.“

„Von der übrigen Welt abgeschirmt regiert hier der Spaß, elektronische Beats geben den Rhythmus vor und das größtenteils skurrile Volk gesellt sich unter seinesgleichen – so erklärt die stadtbekannte Türsteherin in einer Szene, es sei schwierig, die graue Außenwelt zu betreten und sie vermeide es nach Möglichkeit, das Gelände am Spreeufer zu verlassen. Wiederkehrende Montagen aus stilvollen HD-Handkamera-Bildern, die zu treibender Elektromusik die Exzesse der Nachtschwärmer dokumentieren, versetzen in Feierlaune (…) Fazit: Mit ihrer subjektiven Dokumentation „Bar 25 – Tage außerhalb der Zeit“ setzen Britta Mischer und Nana Yuriko dem mittlerweile geschlossenen Berliner Szene-Club ein filmisches Denkmal. Sie interessiert dabei vor allem die Vermittlung eines bestimmten Lebensgefühls, die ihnen mit atmosphärischen HD-Bildern über weite Strecken gut gelingt.“

„In seinen besseren Momenten lässt Tage außerhalb der Zeit so tatsächlich Einblicke hinter die Kulissen zu und zeigt, was die Bar 25 ausmachte, wenn gerade keine Musik spielte, kein Jägermeister ausgeschenkt wurde und keine Schlammschlachten stattfanden: viel körperliche Arbeit, dörfliche Sozialstrukturen und schwierige Diskussionen.“